# La vispa Teresa (film 1943)
La vispa Teresa è un film del 1943 diretto da Mario Mattoli.

## Trama

Roberto Villa e Lilia Silvi

Un ricco industriale cerca di bloccare la relazione di suo figlio con una manicure.
Mentre il figlio parte per Venezia con la sua fidanzata manicure, lei viene sostituita nel negozio da un'altra persona.
Quando il padre ordina alla manicure di venire nel suo ufficio convinto di avere davanti la fidanzata del figlio e non un'estranea la commedia ha inizio.